# ألكسندر كوغلر
ألكسندر كوغلر (بالألمانية: Alexander Kogler)‏ هو لاعب كرة قدم نمساوي في مركز الوسط، ولد في 1 فبراير 1998 في Oberwart ‏ في النمسا. لعب مع إنغولشتات 04.

## وصلات خارجية
- ألكسندر كوغلر على موقع قاعدة بيانات كرة القدم.إي يو (الإنجليزية)
- ألكسندر كوغلر على موقع عالم كرة القدم.نت (الإنجليزية)